# Jellen
Koordinaten: 53° 37′ N, 12° 9′ O
Jellen ist mit der kleinste Ortsteil der Gemeinde Dobbertin im Amt Goldberg-Mildenitz im Landkreis Ludwigslust-Parchim in Mecklenburg-Vorpommern und liegt mitten im Naturpark der Schwinzer Heide, etwas nördlich des alten Landweges und einstigen Poststraße von Dobbertin nach Krakow am See. Jellen hat als Wohn- und Ferienort nur sechs Einwohner.

## Geografie

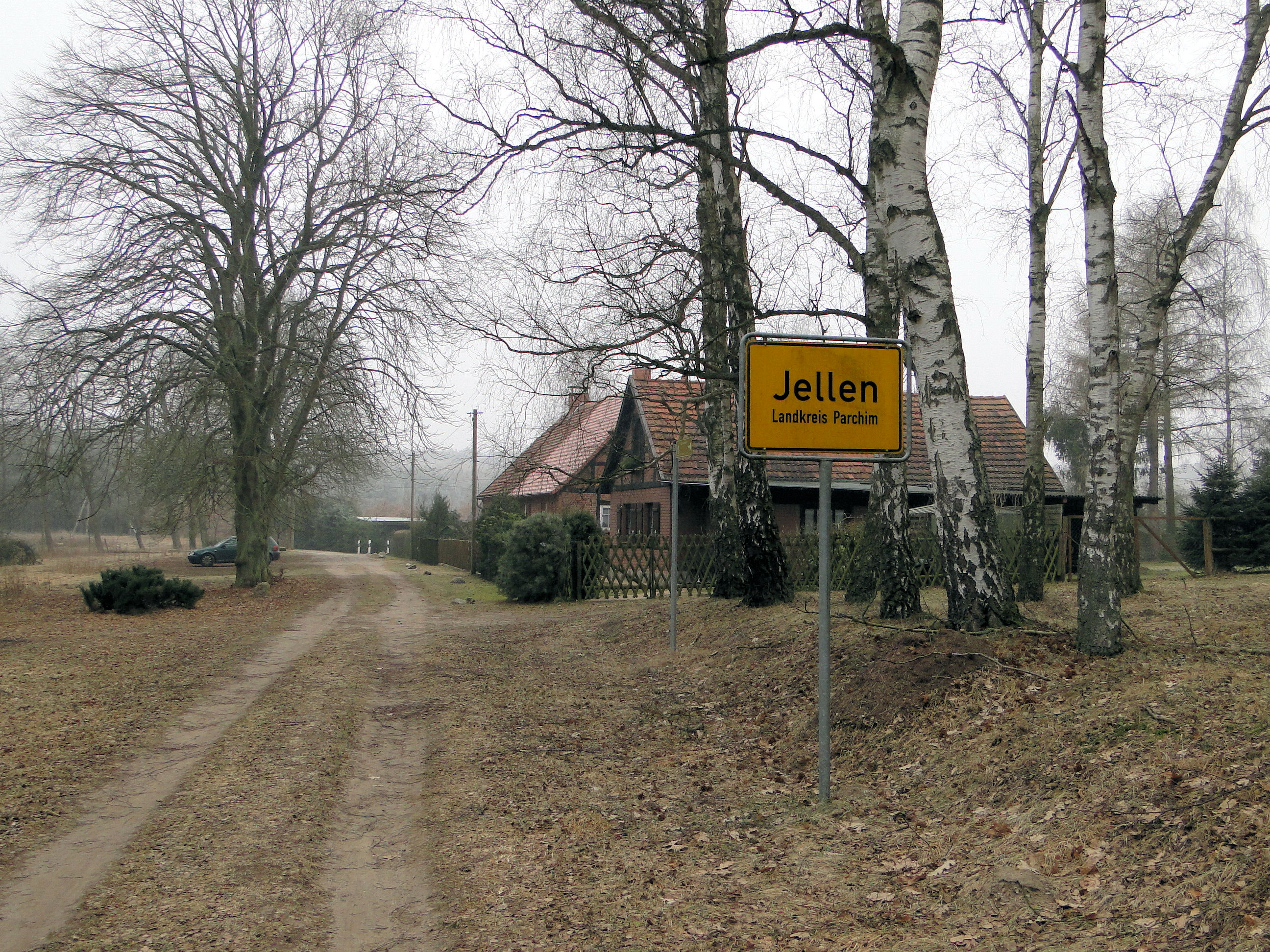
Ortseingang aus Richtung Alt Sammit, Katen am rechten Wegrand (2011)

Das Heidedorf Jellen liegt im Naturpark nördlich vom Goldberger See zwischen Schwinz und Bossow. Die Geländehöhe beträgt etwa 53 m ü. NHN. Die Umgebung ist zu allen Seiten bewaldet. Nordwestlich der Ortsbebauung befindet sich eine feuchte Senke, die über einen Graben zum Goldberger See entwässert wird. In einer weiteren Senke südöstlich haben sich offene, rinnenförmige Gewässer ausgebildet. Etwa drei Kilometer nordöstlich liegt das nach dem Ort benannte 23,7 Hektar große Naturschutzgebiet Jellen, etwa 1,5 Kilometer nordöstlich das Flächennaturdenkmal Wacholderbestand Abt. 4184 Forstrevier Jellen.

## Geschichte
In der ältesten nicht im Original erhaltenen Urkunde von 1227 zur erneuerten Ausstattung des Klosters Dobbertin wurde Jellen neben mehreren Ortschaften und Fluren mit 40 Hufen Land bis zum See Lankau (Langenhagen) erwähnt. Doch der kümmerliche Sandboden im Süden von Jellen mag vorerst eine weitere Ausdehnung als Klostergebiet verhindert haben. Die von den Slawen angelegte Siedlung wurde noch 1367 als wentdorp bezeichnet. 1369 verkaufte der Knappe Bernd von Bellin aus Suckwitz dem geistlichen Klosterbruder Heinrich für seine Lebenszeit und nach seinem Tode der Priorin und den Dobbertiner Nonnen 12 Hufen Land, 2 Hühner und eine Stiege Eier. 1396 gab er dem Kloster weitere vier Lübsche Mark vom Dorf Jellen. Berend von Bellin auf Bellin überließ nach seinem Tode 1376 seinen umfangreichen Besitz von Jellen dem Kloster Dobbertin.
In Jellen wohnten 1397 acht Familien mit sieben verschiedenen Namen und bildeten die gesamte Einwohnerschaft. Henneke Nemoge war dem Familiennamen nach noch slawischer Herkunft, Henneke Capehingst dagegen schon deutscher Herkunft.
Am 23. April 1455 ging Jellen endgültig an das Kloster über, denn Gerdt von Linstow zu Bellin verkaufte dem Dobbertiner Klosterpropst Nicolaus Behringer und der Priorin Ermegard Oldenburg mit dem Konvent das ganze Dorf Gellant (Jellen) mit allen Rechten für 600 Mark Lübisch Strahlpfennig.
Zum Kleestener Revier gehörten die auf Jellen gelegenen Flurstücke Lütt Jellen und Grot Jellen. Das hinter dem Sternberger Weg liegende Hörnsch Kavel, eine kleine forstliche Wirtschaftsfläche, könnte darauf hindeuten, dass Jellen einst ein Landschaftsname war. Das Hörnsch mag an Horn oder Hirsch erinnern, könnte aber auch für das dortige horn- und hügelförmige Land gelten.
Der Name Jellen ist slawisch Geline oder Gellant und wird als Hirsch gedeutet.

### Dorf

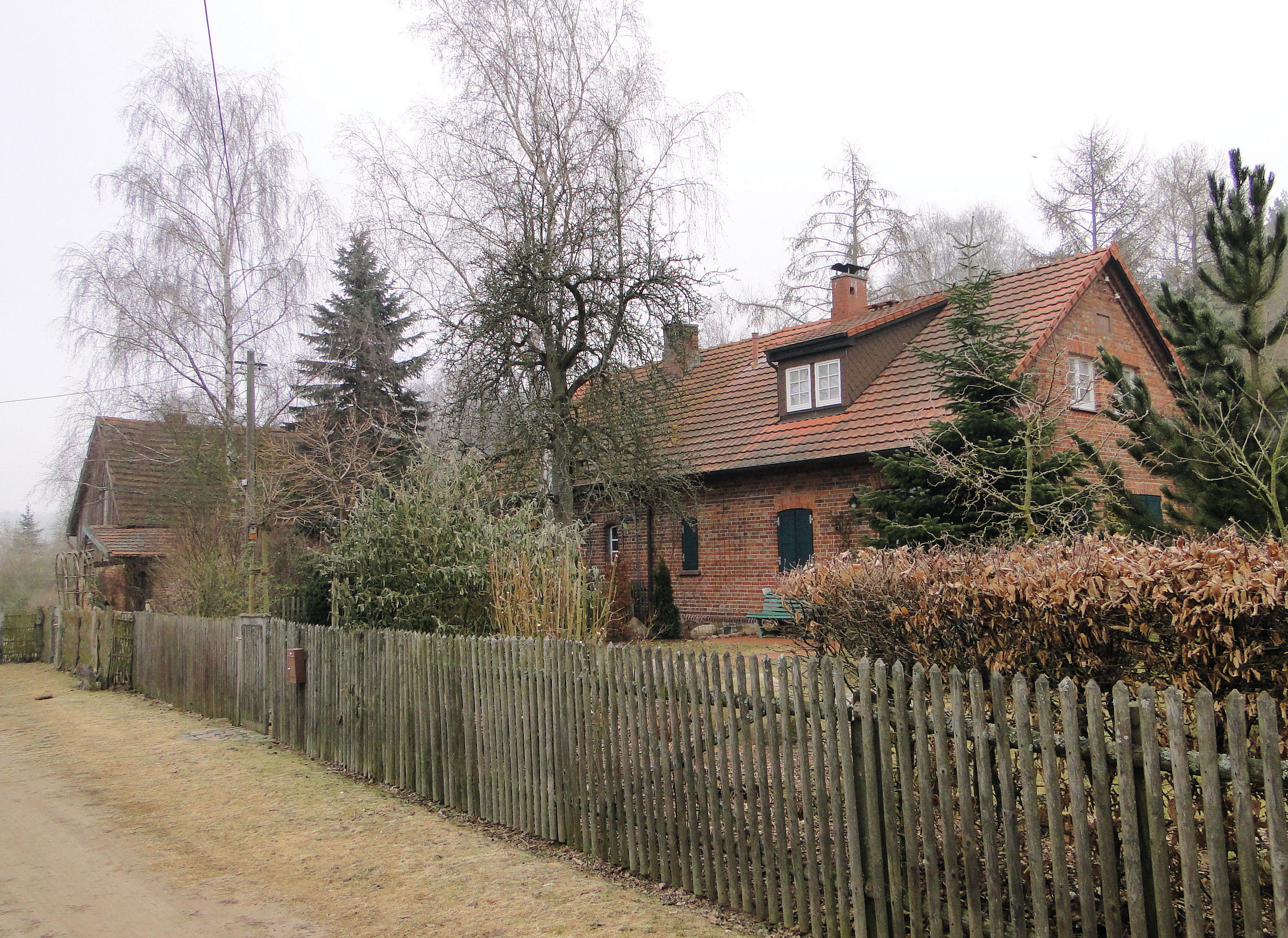
Sandweg mit ehemaligen Forst- und Waldarbeiterkaten (2011)

Mit Zunahme der Heideflächen in der Jellener Feldmark waren nach 1441 nur noch 16 Hufen Ackerland vorhanden.
Nach 1550 verkleinerten sich durch natürliche Kiefernausbreitung die Felder um Jellen. Wohnten 1540 noch acht Familien in Jellen, so waren es 1611 noch fünf. Wie das Klosteramt damals die Leute im Dorf zu halten versuchte, geht aus einem Amtsprotokoll von 1593 zu Jellen hervor: „Hans Cheel ist gefenglich zu Dobbertin eingezogen und dazu gezwungen, das ehr anloben und Burgschaff leisten mußten, den wüst liegenden Kathen des Wormb wider zu bawende und zu bewonende, wozu das Kloster ihm Hülfe und Holz verschaffen solle, auch wird der Acker ihm vermehret. Zum Bauern und Unterthanen ist Hanß Cheel angenommen...“
1587 ist Tina Baese bei Andreas Rostken zu Waren aus dem Dienst entlaufen und Drewes Kobade wurde beim Holzholen aus der Hanen-dannen vom Vogt der Grabower angeschossen und 1589 mehrfach beim Holzdiebstahl erwischt.
Im Clagebuch des Dobbertiner Klosteramtsgerichts ist 1597 zu lesen, dass der Drescher Peter Hovemann vom Hof Kogel als Sohn des Jellener Dorfschulzen mit der Magd Ilse Miltechen Unzucht trieb und Hans Lael gefenglich zu Dobbertin eingezogen sei.
Das alte Dorf Jellen dürfte in dem als Saagmoor bezeichneten Waldstück gelegen haben, wie dortige Bodenfunde belegen.
Zu Beginn des Dreißigjährigen Krieges gab es noch zehn Katen. 1633 wurde auch das zum Kirchspiel Kogel gehörende Jellen von einem großen Kriegsruin heimgesucht und lag 1640 völlig wüst. Nach Ende des Krieges stellte der Mangel an Menschen das Klosteramt besonders in den Heidedörfern vor große Probleme. Im Amtsprotokoll von 1649 ist dazu vermerkt: Als Dorothea Bahle aus Jellen nach Holstein reisen wollte, musste sie schwören, dass sie sich „innerhalb von 14 Tagen zu des Klosters Diensten als eine gehorsame Unterthanin wieder einstellen will, so mir Gott helfe und sein heiliges Wort.“
Im Hauptrechnungsbuch bey dem Jungfreulichen Closter Ambt Dobbertin im Namen Gottes schreibt 1674 der Küchenmeister Arendt Calsow zu Jellen Dieses Dörff ist vorigen teütschen Kriege gantz in Asche gelegt und wird der Acker so nur gering Sandt zum Kogelcker Hoeffe mit gebraucht. Im Ort wohnten Chim Schmidt, Claus Baeßen, Claus Schmidt, Chim Köster, Baltzer Diederich, Tewes Bowßen, Chim Vicker und Chim Reddin. Im Pachtregister von 1690 heißt es weiter: „das Dorf ist ganz verwüstet und der Acker meistens mit Dannen und Heide bewachsen, derjenige so noch brauchbar ist mit zum Kogelker Hof gelegt.“
Jellen gehörte wie Kleesten zum Kirchspiel Kirch Kogel. 1706 wurden die Inventarien des Hofes aufgenommen. 
Zwischen 1709 und 1715 hatten neben den von Kleesten, Rum Kogel, Suckwitz und Reimershagen auch die Jellener während der Predigervakanz in Kirch Kogel Priesterfuhren zu leisten.

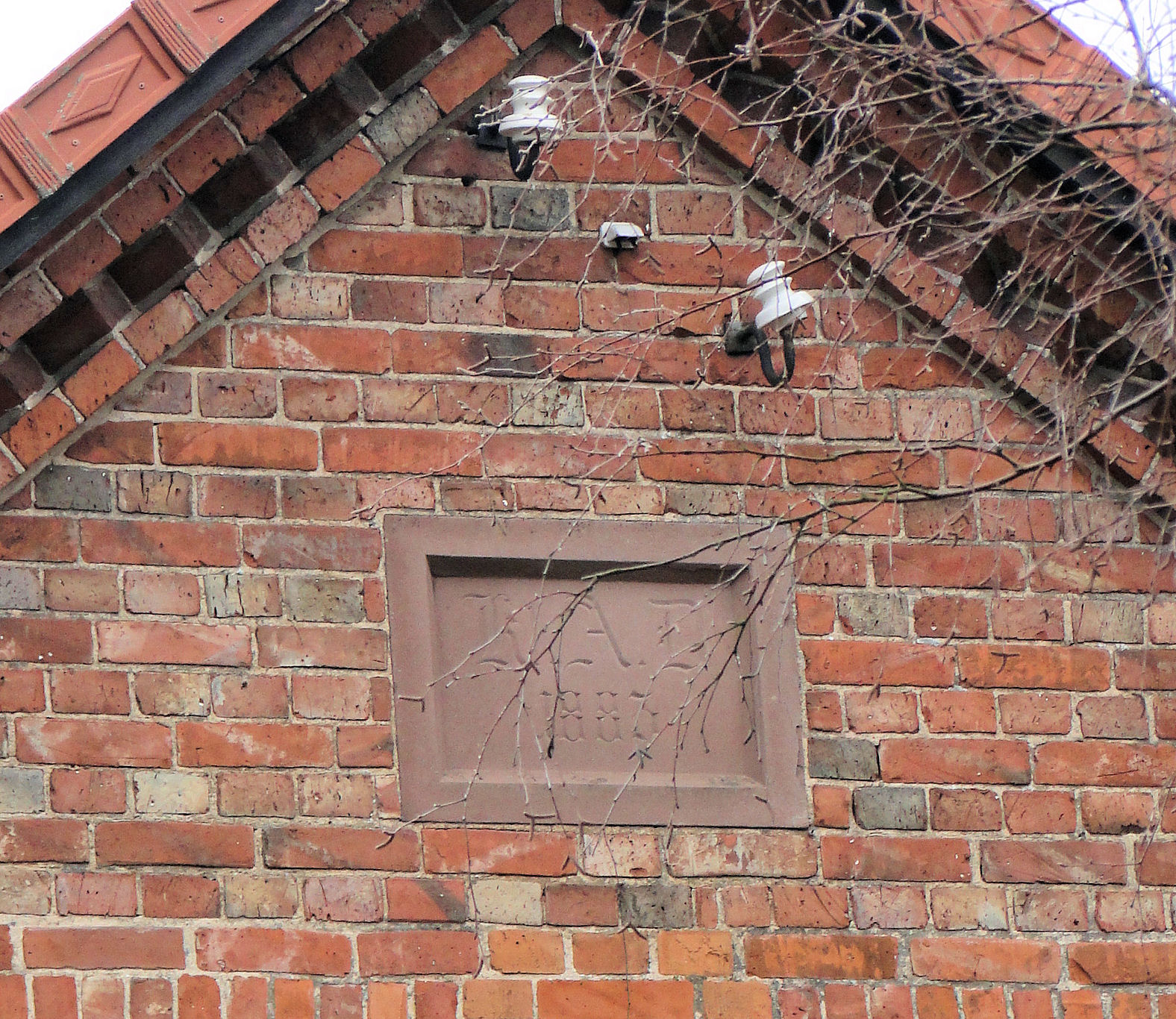
Inschrift des Klosteramts Dobbertin am Giebel eines Katens (2011)

Trotz Kriegsleiden und Einquartierungen wurden 1815 durch das Klosteramt weitere Katen für die benötigten Waldarbeiter errichtet. 1819 hatte Jellen 22 Einwohner, darunter waren Dunkelmann, Leverenz, Ehlers, Gerrahn, Rademacher, Seemann und Stock. 1840 kam am östlichen Waldesrand ein zweihischiger Katen, d. h. mit zwei Wohnungen, hinzu. Die Wohnungen bestanden aus einer Küche von zwölf Quadratmetern, einem beheizbaren Wohnzimmer von sechzehn Quadratmetern und zwei Kammern mit sechs und neun Quadratmetern. 1857 gab es in Jellen fünf Katen und zwei Ställe. 1858 waren bei Klevenow und Weltzien die Öfen zu erneuern, bei Sternberg eine neue Haustür einzusetzen und bei Luckmanns das Dach auszubessern. Am 1. Dezember 1876 wurden 53 Einwohner gezählt. Für die zusätzlichen Forstarbeiter hatte man 1883 am Sandweg einen weiteren zweihischigen Katen erbaut. Im Giebel sind auf einer Sandsteintafel die Initialen KL. A. D. für Klosteramt Dobbertin und das Baujahr 1883 zu sehen. 1923 hatte Jellen noch 23 Einwohner.
1955 wurde der Ort an das elektrische Stromnetz angeschlossen.

### Eingemeindung
Mit Beschluss des Mecklenburgisch-Schwerinschen Landesverwaltungsrates vom 20. Januar 1923 wurden nach § 4 der Landesgemeindeordnung vom 20. Mai 1920 die Landgemeinden Dobbertin und Jellen-Kleesten-Schwinz zu einer Landgemeinde zusammengeschlossen mit der Maßgabe, dass in den kirchlichen Verhältnissen der Gemeinde nichts geändert wird.

### Gutshof

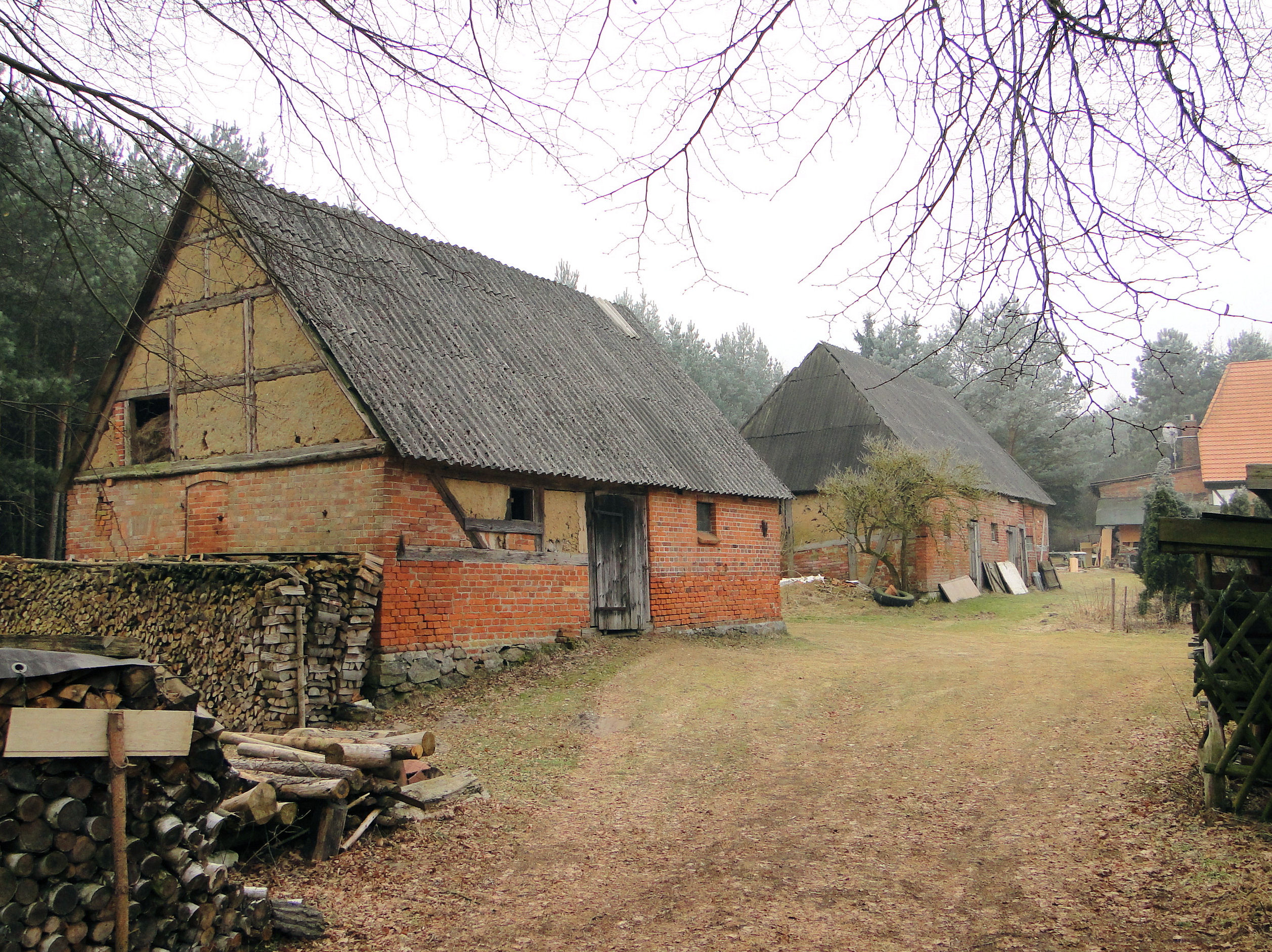
Alte Ställe (2011)

Schon 1647 versuchte das Klosteramt die Ortschaften Jellen und Kogel zu verpachten.
Doch erst Anfang 1700 wurde ein selbständiger Hof mit einem Verwalter als Meierei, auch Schäferei genannt, angelegt. Im Beichtkinderverzeichnis von 1704 wird auf der Meyerey Gellen Hans Jacob Eckelberg als Verwalter mit Frau Maria, Knecht Jochim Garling und Schäferknecht Joachim Strüfing genannt. Der Hof bestand aus dem Pächterhaus, einer Scheune, dem Viehhaus und einem Schafstall. Niedrige Anschaffungskosten und nur wenige Menschen waren zu deren Unterhalt notwendig und vom Klosteramt wurde das Vieh gestellt.
Neben Dobbertin, Kogel, Neuhof, Kleesten und Spendin war mit Jellen die Zahl der Klostergüter wieder auf sechs angewachsen.
1728 vermerkte das Klosteramt zum Hof Jellen: „Das mehrste Teil der Feldmark ist mit Dannen und Heide zugewachsen, daher dann am meisten auf Schaafvieh bei dieser Meyerey refektiert wird.“
Nach dem Beichtkinderverzeichnis von 1751 war Jellen ein kleines Dobbertinsches Gut und Schäferei mit Verwalter Hinrich Ode, einem Schäferknecht, dem Dröscher, den Einliegern Johann Bluhm und Friedrich Schnack sowie einem Jäger. Der Dröscher half als Tagelöhner beim Dreschen auf dem Gutshof.
1793 hatte das Klosteramt Dobbertin die Meyerey Jellen mit der Tannen-Heyde zur Verpachtung ausgeschrieben. Den schlechten, sehr sandigen Ackerboden hatte man 1794 zur Aufforstung freigegeben, doch erst 1859 beschloss der Sternberger Landtag, die Feldmark um Jellen mit Kiefern zu besamen und in Wald umzuwandeln. 1894 hatte man die 1706,6 Hektar von Jellen zur neuen Revierforst des Klosterforstamtes Dobbertin gelegt. Jellen hatte damals 33 Einwohner und der Lehrer-Assistent wohnte mit Nicht-Lehrern unter einem Dache.
Pächter des Klosteramtes:
- 1704 Hans Jacob Eckelberg
- 1721 Johann Lange
- 1731 Georg Friedrich Fallenkampf
- 1734 Levin Christoff Drews
- 1747 Joachim Friedrich Küntzler, auch Teerschweler.[21]
- 1751 Hinrich Ode
- 1754 Vollrath Jochim Christoffer Drews, auch Teerschweler
- 1777 Runtzler, auch Teerschweler[22]
- 1779 Hans Friedrich Ahrend, auch Teerschweler
- 1793 Hartwig Carl Lierow
- 1806 Johann Hinrich Ahrens, auch Teerschweler mit Gut in Kleesten.[23]
- 1835 Christoph Bühring, ab 1836 auch Kleesten und 1850 Spendin
- 1846 Friedrich Timm aus Wendisch-Waren, auch Teerschweler
- 1858 Friedrich Alban

## Gebäude im Dorf

### Gutshaus, zeitweise Schule und Forsthof

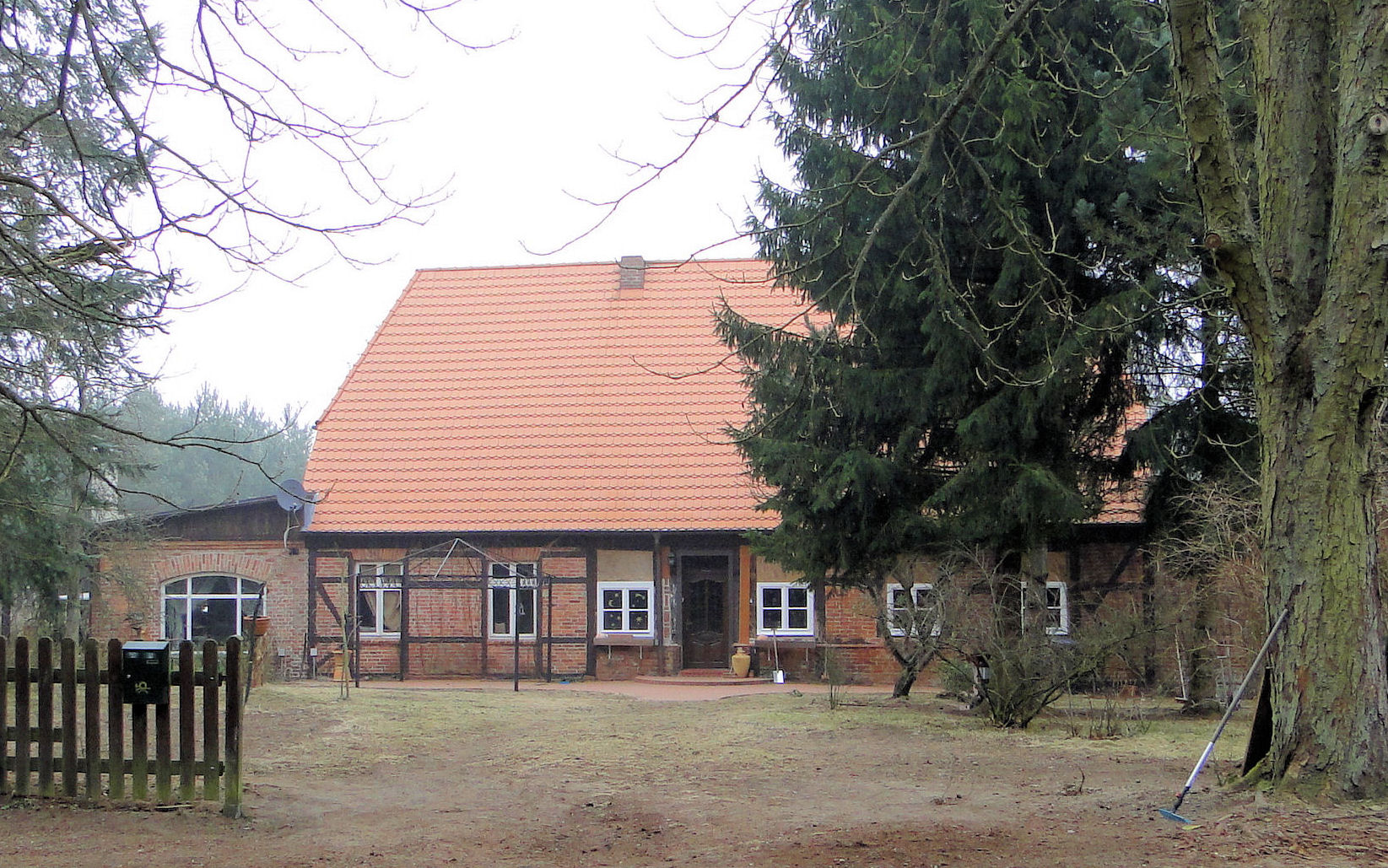
Ehemaliges Gutshaus (2011)

Das Guts- und Pächterhaus hatte nach 1760 mehrfache Umnutzungen erfahren. 1859 wurde es zu drei Wohnungen umgebaut und die Lehrerwohnung ab 1868 als Schule mitgenutzt. Der Lehrer Meyer unterrichtete mehrere Klassen gemeinsam in seinem Wohnzimmer. Den schlechten, sandigen Schulacker musste vom Fuhrmann Klevenow und später durch die Forstarbeiter des Klosterbauhofes bestellt werden. Statt einer Gehaltsaufbesserung gab es vom Klosteramt zwei Kühe und Korngeld. Nach 39-jähriger Dienstzeit ging Lehrer Meyer 1898 in den Ruhestand. Die Schüler gingen eine dreiviertel Stunde zu Fuß bis mach Kirch Kogel. Die Schüler aus Schwinz besuchten die Schule in Dobbertin. Ende 1899 wurde die Schulstelle durch den Lehrer Martens aus Garden besetzt. Dort unterrichtete der Assistent Schmidt aus Lübz.
Mit Genehmigung des Landtages vom 25. Februar 1904 wurde in Jellen eine Stationsjägerstelle eingerichtet. Forstarbeiter Bartels musste nach Schwinz ziehen und der Stationsjäger Karl Sauer wohnte im jetzigen Forsthaus. Neben 1142 Mark Einkommen gab es noch eine freie Wohnung mit Garten, Acker, Wiese, Holzweide für eine Kuh und eine Starke, Stroh, Roggen, Hafer, Gerste und Brennmaterial vom Klosteramt.
Durch einen Anbau am Forsthaus entstand 1904 an der Lehrerwohnung für 2.241,07 Mark ein Klassenraum. Der Unterricht brauchte nun nicht mehr im Wohnzimmer des Lehrers stattfinden. Die Schüler erhielten ein festes Abortgebäude und der Lehrer einen Räucherboden. Bis zum Ruhestand 1919 unterrichtete Lehrer Karl Köppen 27 Schüler in Jellen. 1921 ging der Lehrer Bernitt nach Kläden und Lehrer Hagemann aus Stuer bezog seine Wohnung. Nach Beschwerden von drei Forstarbeitern beim Dobbertiner Klosteramt wegen nicht geregelter Schulverhältnisse wurde 1921 nur festgestellt, dass im Klassenraum eine Bank mit drei Sitzen, einige Tintenfässer, eine Karte von Deutschland und eine große Wandtafel fehlen. Da die Schule schon vor 1923 zeitweilig unbesetzt war, wurde sie nach einstweiliger Stilllegung auf Vorschlag der Landdrosteischulbehörde Lübz durch das Mecklenburgisch-Schwerinsche Ministerium für Unterricht in Schwerin ab Ostern 1924 ganz aufgelöst. Die Jellener Schulkinder gingen nun Sommer wie Winter in der Woche den 4,5 Kilometer langen Waldweg zur Grundschule nach Kirch Kogel hin und zurück.
1910 wurde das Revier Jellen im Forstamt des Klosters Dobbertin gebildet.
Förster des Dobbertiner Forstamtes:
- 1904–1910 Stationsjäger Karl Sauer, danach Forstamt Dobbertin.
- 1910–1912 Stationsjäger Fritz Heider
- 1913–1914 Stationsjäger Karl Strecker
- 1915–1919 Stationsjäger Martin Ewert
- 1916 Stationsjäger August Lübcke
- 1929–1935 Förster Buddenhagen
- 1937 Revierförster W. Martens
- 1938–1942 Revierförster Stüve
- 1946–1947 Laschkowski, wegen Holzschieberei entlassen.
- 1948–1950 Förster H. Luckmann,
- 1950 bis zu seiner Pensionierung der Haumeister Schult.
- 1969 Hubertus Richter von Kleesten aus.

Neben dem Dienstland von 2,4 Hektar und einem Garten mit 8 Bäumen hatte der Förster 1929 noch 2 Pferde, 2 Kühe und 2 Schweine. Das Revier bestand aus 977 Hektar Nadelholz und wurde von 9 Forst- und Waldarbeitern bewirtschaftet.
In den Nachkriegsjahren wurden bis 1951 in der Revierförsterei Jellen 172,6 Hektar Kahlschlagflächen gemeldet.
Ab 1961 gab es durch Flächeninanspruchnahme der NVA entscheidende Veränderungen auch im Forstrevier Jellen.
Bei einem Waldbrand 1963 wurden bei Jellen 15 Hektar Kiefernbestand durch verlorene Glut aus einer Feldküche der Nationalen Volksarmee (NVA) während eines Manövers vernichtet.

### Teerofen

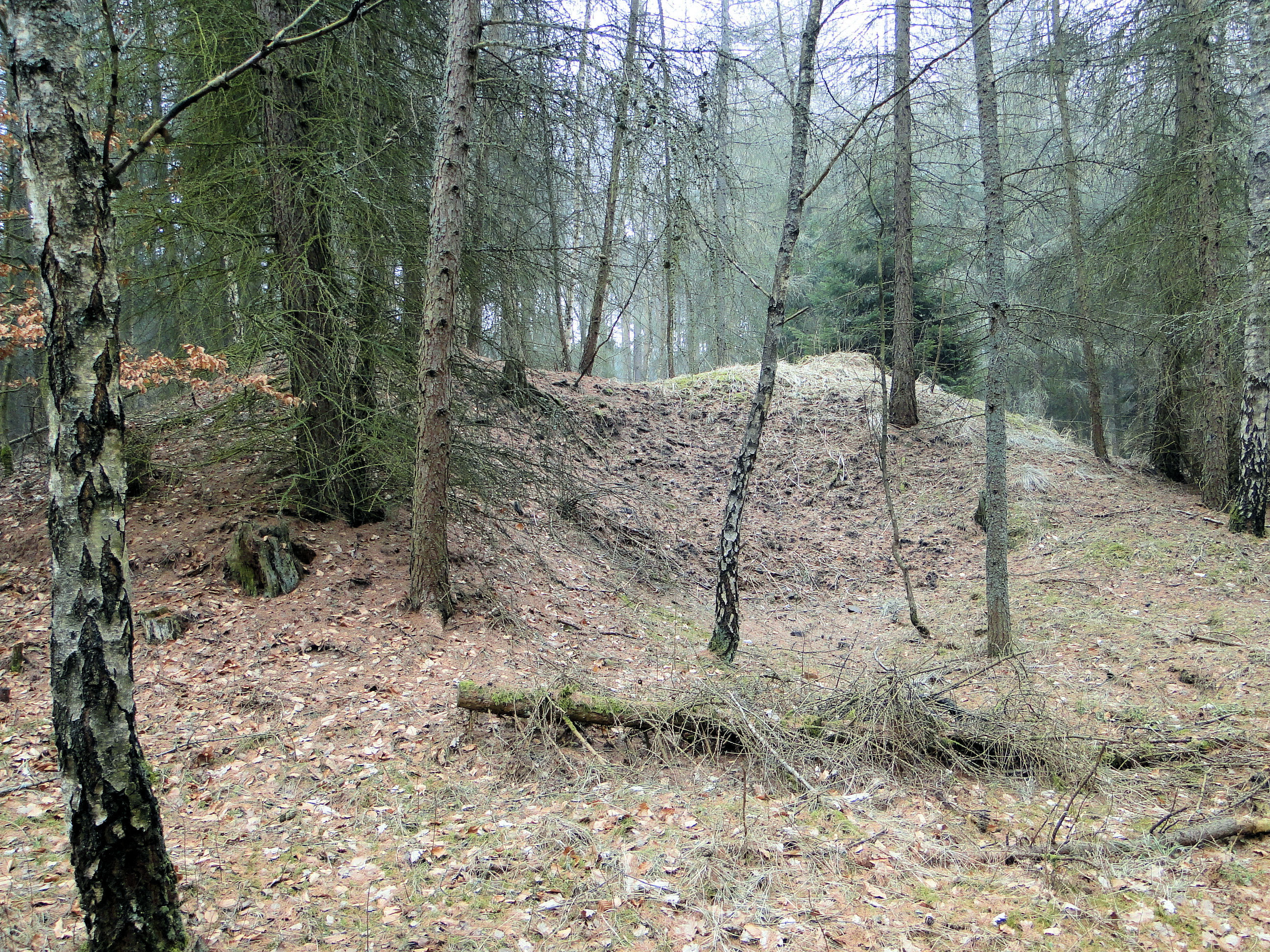
Alter Teerofenstandort bei Jellen (2011)

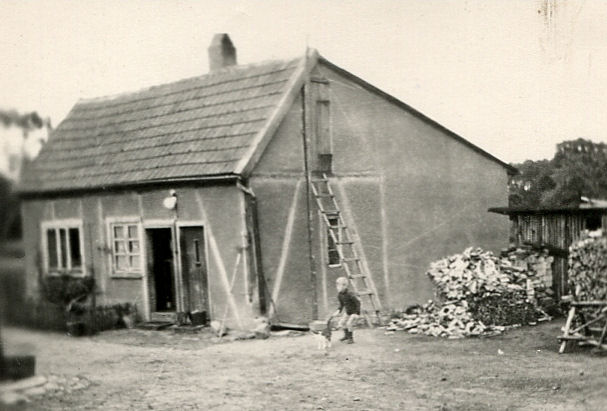
Haus des Teerschwelers (1960)

Neben der Schäferei unterhielten einige Pächter in der nahen Kiefernheide kleine Teerschwelereien. Der 1706 erstmals erwähnte Jellener Teerofen befand sich mit einem Katen südlich des Ortes an der Alten Warener Landstraße in Richtung Bossow. 1747 wurde schon der Teerschweler Friedrich Kuntzler genannt. 1751 waren nach dem Beichtkinderverzeichnis beim Teerschweler Friedrich Kuntzler mit seiner Mutter Marie noch die Knechte Johann Görris und Wilhelm Güschau beschäftigt. Am 17. Februar 1790 verlängerten die Dobbertiner Provisoren Bernhard Christoff von Blücher und Gottfried Hartwig von Weltzien mit dem Klosterhauptmann Hans Friedrich Christian von Krackewitz den Kontrakt zur Teerschwelerei mit dem Pächter Hans Friedrich Ahrend für weitere zwei Jahre.
Wie auch am Forsthof in Schwinz war das Fachwerkhaus des Teerschwelers mit Schilfrohr gedeckt, die Wände waren mit Lehm ausgefacht. Auch der Fußboden war aus Lehm, aber sehr höckerig. Nur der Herd, der Ofen und der Schornstein bestanden aus Ziegelsteinen.
Von 1885 bis 1994 bewirtschafteten der Büdner Carl Hartwig mit seinem Sohn in Wooster Teerofen nach einem Pachtvertrag mit dem Klosteramt auch den Teerofen in Jellen. Reste des durch den Kriegsbeschädigten Werner Lange und Paul Bollhagen noch 1923 betriebenen Brennofens mit der Schlacke sind vor Ort noch zu finden. Der Katen war bis 1966 von der Familie Franke bewohnt.
Ein zweiter Teerofen stand etwas weiter südlich der Alten Warener Landstraße und wurde von Schwinz aus betrieben.

## Denkmale

### Baudenkmale
Der Katen Sandweg 1 und das Forsthaus stehen unter Denkmalschutz.

### Flächennaturdenkmal Wacholderbestand Forstrevier Jellen
Der alte Landweg durch die Schwinzer Heide, der bis zur Einführung der Postordnung 1770 in Mecklenburg-Schwerin vom Kloster Dobbertin als Poststraße genutzt wurde, führt an Schwinz und Jellen vorbei an einem ursprünglich typischen Waldbild der Schwinzer Heide, dem jetzigen 23,7 Hektar großen Naturschutzgebiet Jellen bis nach Krakow. 1979 wurde in dem 2,83 Hektar großen lückigen Wacholder-Kiefernwald der noch stehende Wacholder als Flächennaturdenkmal Wacholderbestand Abt. 4184 Forstrevier Jellen unter Schutz gestellt.

### Historische Quellen
- Mecklenburgisches Urkundenbuch (MUB)
- (Groß)Herzoglich Mecklenburg-Schwerinscher Staatskalender, Schwerin 1–143 (1767–1918).

### Ungedruckte Quellen
Landeshauptarchiv Schwerin (LHAS)
- LHAS 1.5-4/3 Urkunden Kloster Dobbertin
- LHAS 2.12-3/5 Kirchenvisitationen
- LHAS 3.2-3/1 Landeskloster/Klosteramt Dobbertin
- LHAS 3.2-4 Ritterschaftliche Brandversicherung
- LHAS 5.11-2 Landtagsversammlungen, Landtagsverhandlungen, Landtagsprotokolle, Landtagsausschuß
- LHAS 5.12-3/1 Mecklenburg-Schweinsches Ministerium des Innern.
- LHAS 5.12-4/2 Mecklenburgisches Ministerium für Landwirtschaft, Domänen und Forsten
- LHAS 5.12-7/1 Mecklenburg-Schwerinsches Ministerium für Unterricht, Kunst, geistliche und Medizinalangelegenheiten.
- LHAS 5.12-9/5 Landratsamt Parchim. (1921–1945).

## Karten
- Bertram Christian von Hoinkhusen: Mecklenburg Atlas mit Beschreibung der Aemter, um 1700, Blatt 61 Beschreibung des Klosteramts Dobbertin.
- Direktorial-Vermessungskarte Von den Hochadlichen Dobbertinschen Klosteramts. 1759.
- Wiebekingsche Karte von Mecklenburg 1786.
- Topographische oekonomisch und militaerische Charte des Herzogthums Mecklenburg-Schwerin und des Fürstenthums Ratzeburg. 1788 Klosteramt Dobbertin mit Sandpropsteien vom Grafen Schmettau.

- Preußische Landes-Aufnahme 1880, Großherzogthum Mecklenburg-Schwerin 1882, Dobbertin Nr. 946.
- Charte von den Besitzungen des Klosters Dobbertin, Abteilung I. 1822, enthält Jellen, angefertigt nach den vorhandenen Gutskarten Anno 1822 durch I. H. Zebuhr.
- Wirtschaftskarte Forstamt Dobbertin 1927/1928.
- Offizielle Rad- und Wanderkarte Nossentiner/Schwinzer Heide 2010.